# مريم وحساة
مريم وحساة (1990 - ) هي سياسية مغربية، من مواليد مدينة بني ملال. انتخبت النائبة عن القائمة الوطنية لحزب الأصالة والمعاصرة في الانتخابات التشريعية 2016. وانضمت إلى الكتلة النيابية من نفس الحزب وكانت عضواً في لجنة المالية والتنمية الاقتصادية. وبعد انضمام المغرب رسميًا للاتحاد الإفريقي في قمة أديس أبابا في 30 يناير 2017، بعد تأييد 40 دولة، كانت واحدة من خمسة برلمانيين انضموا إلى البرلمان الإفريقي، وبذلك أصبحت أول امرأة مغربية تنضم إليه. ثم تركت حزبها، انضمت إلى حزب التقدم والاشتراكية اليساري في الانتخابات التشريعية لعام 2021. وهي حالياً أحد أعضاء مجلس النواب المغربي ضمن لجنة البنيات الأساسية والطاقة والمعادن والبيئة.